# 交鈔
交钞，或称钞，是中国金朝和元朝政府发行并且广泛流通的纸币。

## 金代

### 作為匯票
金朝自海陵王時開始使用交鈔。起初交鈔是匯票，用於送錢到異地。商人遠行時不必攜帶較重的銅錢，他們用銅錢買鈔，日後交手續費（工墨錢）和交鈔給兌換機構，可以支取銅錢。交鈔分面額為1貫至10貫的大鈔，和100文至700文的小鈔兩種。模仿北宋四川的交子，交鈔設定了7年的流通期限，到期前舊交鈔必須換新交鈔。使用交鈔的多是長途貿易的客商。

### 作為紙幣
金章宗初期，開始將交鈔用作應付開支，以紓解貨幣短缺。官員、士兵的俸給，以及邊戍的軍須，都以銀和交鈔支付。為了促使交鈔流通，控制其發行和流通量，維持交鈔的價值，金章宗規定交鈔也可以用於繳納租稅，特別是專賣稅和商稅，以及其後的鹽稅和兩稅，使交鈔正式成為紙幣。金章宗又在京師和各大城市設置官庫、省庫，讓人民兌換銅錢。
到了金章宗後半期，交鈔取代銅錢成為主要貨幣。為了促使交鈔流通，金章宗強制民間交易使用交鈔，下令1貫以上的交易禁止使用銅錢，縣官的提升和降職，也視乎能否有力監督交鈔流通。由於銅錢的儲備金不足，金章宗規定交鈔不能如面額兌換為銅錢。
蒙古興起後，進攻河北和陝西，為了讓地方政府握有兵力，金朝容許地方印造紙幣，於是交鈔開始濫發，紙幣價值暴跌。有商人在河北、陝西收購紙幣，然後帶到河南換銀，以牟取暴利。由此金朝限制了紙幣使用的區域（行使路分），阻止紙幣從北方流入南方。

## 蒙元

至元宝钞

### 統一以前
蒙古滅金後，大量徵收銀，起初並用銀支付華北一帶的開支。當時蒙古人也發行紙幣，但只是暫時性的，流通領域有局限，發行量也很少，反而是地方割據勢力多發行紙幣。
直到忽必烈即位後，力求填補財政空缺，統一貨幣。他認為銀是與西亞貿易所用的貨幣，不宜用於華北。彷效歷代王朝，使用銅錢本是最佳方案，但當時華北銅錢數目稀少，銅礦不足，戰爭狀態下也難以鑄錢。而紙幣則印造容易，經費低廉，並已在金朝行之有效，於是忽必烈決定發行紙幣中統鈔，以金、銀、絹為儲備金。
忽必烈的原意是，初時只發行紙幣，日後待銅量充足之後就要仿效歷朝鑄造銅錢，與中統鈔並用。但在李璮之亂後，漢人財務官員被革退，色目人官員受起用，他們並不固執於使用銅錢。中統鈔管理良好，信譽很高，流通各地，因此忽必烈一朝沒有鑄造銅錢。

### 統一以後
元朝滅宋時，在東南地區、四川和湖南，紙幣已是主要貨幣，用於財政收支和交易。在福建、兩廣，紙幣的使用也漸增。忽必烈以中統鈔取代南宋的會子，下令南宋的紙幣要與中統鈔交換。元朝在昔日會子流行的地區成立了平準庫，彙集金銀以備兌換，又設立行用庫，加強回收金銀。
但和華北不同，元朝無法使整個南方都改用紙鈔，因部份地區仍慣用銅錢，數目較多。故滅宋後，對金、銀、銅錢都解除禁令。雖然有地域差異，但紙幣在元末至正後半期以前，一直信譽良好。
元朝纸币的发行量和发行地域均大大超过前代。元政府先后在首都大都和各行省设置了负责管理纸币印造、发行、兑换、检验伪钞、回收昏钞等之机构；其中，中央的印钞机构称印造局，负责印造交钞库和定钞库等。
元朝原則上禁止使用銅錢，有不少銅錢不少被熔鑄或流出國外。但元朝並非徹底禁止使用銅錢，在元代中葉至大（1308-1311）及元末至正年間，為了阻止紙幣貶值，曾解禁鑄造銅錢，作為輔助性貨幣。

### 分類
从忽必烈开始，元朝发行过“中统钞”、“至元钞”和“至正钞”三款紙鈔，这些均以開始啟用时的年号（元初的中统、至元以及元末的至正）来命名，已有的元代舊鈔仍做流通。其中币值最稳定的是中统钞，但在1270年代之後因面臨通货膨胀而貶值；因此在1287年起发行了至元钞，以一比五的比率對應中统钞，且主要流通的時間最長；到了元末元顺帝至正年间发行了至正钞，但很快就因发行过量等原因导致严重的通货膨胀。

## 伊兒汗國
伊兒汗國的海合都在1294年曾試著仿效元朝發行印有漢字的鈔，試圖摆脱财政危机。不过，此举受到了伊兒汗國社會各階層的激烈反对和普遍抵制，不到兩個月即告彻底失敗。而海合都本人也隨即被殺。